# Aymen Abdennour
Aymen Abdennour (Sousse, 6 de agosto de 1989) é um futebolista tunisino que atua como zagueiro. Atualmente, defende o clube turco Umm-Salal.

## Carreira
Revelado pelo Étoile Sportive du Sahel, o tunisiano iniciou sua carreira na Europa no Werder Bremen em 2010. Em 2011 se transferiu para o Toulouse Football Club, dois anos depois ingressaria no AS Monaco.
No verão de 2015 foi contratado pelo Valencia para substituir Nicolás Otamendi, assinando um contrato de cinco anos, até 30 de junho de 2020. Abdennour foi contratado por 20 milhões de euros.
No verão de 2017, foi emprestado ao Olympique de Marseille. No clube francês, Abdennour alternou os jogos com o primeiro time e a filial.
Depois de cessado o empréstimo para o Olympique de Marseille, o Valencia liberou Abdennour para assinar com o Kayserispor da Turquia de graça. Foi considerado pelo jornal Marca a pior contratação da história do Valencia.
Aymen Abdennour representou o elenco da Seleção Tunisiana de Futebol no Campeonato Africano das Nações de 2012, 2013, 2015 e 2017.